# Робинсон, Майлз
Майлз Го́рдон Ро́бинсон (англ. Miles Gordon Robinson; 14 марта 1997, Арлингтон, Массачусетс, США) — американский футболист, центральный защитник клуба «Цинциннати» и сборной США.

## Карьера

### Университетский футбол
Во время обучения в Сиракьюсском университете в 2015—2016 годах Робинсон играл за университетскую футбольную команду в Национальной ассоциации студенческого спорта. В 2016 году был назван игроком года оборонительного плана в Конференции атлантического побережья и был включён в первую всеамериканскую символическую сборную.

### Клубная карьера
Оставив университет после второго года обучения, 4 января 2017 года Робинсон подписал контракт с MLS по программе Generation Adidas. 13 января 2017 года на Супердрафте MLS 2017 был выбран под общим вторым номером клубом «Атланта Юнайтед». 23 мая 2017 года отправился в аренду в клуб USL «Чарлстон Бэттери». Его профессиональный дебют состоялся 25 мая 2017 года в матче против «Бетлехем Стил». За «Атланту Юнайтед» Робинсон дебютировал 14 июня 2017 года в матче Открытого кубка США против «Чарлстон Бэттери». 26 июля 2017 года в матче «Чарлстон Бэттери» против «Питтсбург Риверхаундс» забил свой первый гол в профессиональной карьере.
24 марта 2018 года участвовал в дебютном матче новообразованного фарм-клуба «Атланта Юнайтед 2», соперником в котором был «Нью-Йорк Ред Буллз II». В MLS дебютировал 7 апреля 2018 года в матче «Атланты Юнайтед» против «Лос-Анджелеса». 3 октября 2018 года в матче против «Тампа-Бэй Раудис» забил свой первый гол за «Атланту Юнайтед 2».
18 июня 2019 года в матче Открытого кубка США против «Коламбус Крю» забил свой первый гол за «Атланту Юнайтед». По итогам сезона 2019 Робинсон был включён в символическую сборную MLS и номинировался на звание защитника года в MLS. 8 октября 2019 года подписал с «Атлантой Юнайтед» новый многолетний контракт, рассчитанный до конца сезона 2023.
Был отобран на Матч всех звёзд MLS 2021, в котором команда звёзд MLS принимала команду звёзд Лиги MX. 7 ноября 2021 года в матче заключительного тура сезона против «Цинциннати» забил свой первый гол в MLS. По итогам сезона 2021 по второму разу был включён в символическую сборную MLS и номинировался на звание защитника года в MLS.
7 мая 2022 года в матче против «Чикаго Файр» получил разрыв ахиллова сухожилия левой ноги, из-за чего пропустил оставшуюся часть сезона.
По окончании сезона 2023 контракт Робинсона с «Атлантой Юнайтед» истёк и стороны вели переговоры о перезаключении контракта.
3 января 2024 года Робинсон на правах свободного агента присоединился к «Цинциннати», подписав контракт до конца сезона 2024 с опцией продления на сезон 2025. За «Цинциннати» дебютировал 22 февраля в матче Кубка чемпионов КОНКАКАФ 2024 против ямайского клуба «Кавалир». 2 марта в матче против «Чикаго Файр» забил свой первый гол за «Цинциннати».

### Международная карьера
В 2016 и 2017 годах Робинсон привлекался в сборную США до 20 лет. Вызывался в тренировочные лагеря: в январе 2016 года, в январе 2017 года и в апреле 2017 года. В 2016 году участвовал в товарищеских турнирах: в марте в Кубке Далласа, в июне — июле в NTC Invitational и в октябре в Турнире четырёх наций.
Робинсон был включён в предварительную заявку сборной США на Золотой кубок КОНКАКАФ 2019, но в окончательный состав не попал.
В марте 2019 года Робинсон был вызван в сборную США до 23 лет на товарищеские матчи со сверстниками из Египта и Нидерландов.
За сборную США Робинсон дебютировал 6 сентября 2019 года в товарищеском матче со сборной Коста-Рики, выйдя на замену во втором тайме вместо Уокера Циммермана.
31 января 2021 года в товарищеском матче со сборной Тринидада и Тобаго забил свой первый гол за сборную США.
Был включён в состав сборной на Золотой кубок КОНКАКАФ 2021. 1 августа в финале турнира против сборной Мексики забил гол во втором эктра-тайме, принёсший сборной США победу с минимальным счётом. По итогам Золотого кубка КОНКАКАФ 2021 попал в символическую сборную.
Был включён в состав сборной на Золотой кубок КОНКАКАФ 2023.
Был включён в состав сборной на Кубок Америки 2024.

## Статистика

### Клубная статистика
| Выступление                   | Выступление      | Выступление      | Лига | Лига | Плей-офф | Плей-офф | Кубок | Кубок | Континент | Континент | Итого | Итого |
| Клуб                          | Лига             | Сезон            | Игры | Голы | Игры     | Голы     | Игры  | Голы  | Игры      | Голы      | Игры  | Голы  |
| ----------------------------- | ---------------- | ---------------- | ---- | ---- | -------- | -------- | ----- | ----- | --------- | --------- | ----- | ----- |
| Атланта Юнайтед               | MLS              | 2017             | 0    | 0    | 0        | 0        | 1     | 0     | —         | —         | 1     | 0     |
| Атланта Юнайтед               | MLS              | 2018             | 10   | 0    | 2        | 0        | 2     | 0     | —         | —         | 14    | 0     |
| Атланта Юнайтед               | MLS              | 2019             | 34   | 0    | 0        | 0        | 5     | 1     | 5         | 0         | 44    | 1     |
| Атланта Юнайтед               | MLS              | 2020             | 17   | 0    | —        | —        | —     | —     | 1         | 0         | 18    | 0     |
| Атланта Юнайтед               | MLS              | 2021             | 26   | 1    | 1        | 0        | —     | —     | 4         | 0         | 31    | 1     |
| Атланта Юнайтед               | MLS              | 2022             | 9    | 0    | —        | —        | 1     | 0     | —         | —         | 10    | 0     |
| Атланта Юнайтед               | MLS              | 2023             | 27   | 2    | 3        | 0        | 0     | 0     | 2         | 0         | 32    | 2     |
| Атланта Юнайтед               | Итого            | Итого            | 123  | 3    | 6        | 0        | 9     | 1     | 12        | 0         | 150   | 4     |
| Чарлстон Бэттери (аренда)     | USL              | 2017             | 6    | 1    | —        | —        | —     | —     | —         | —         | 6     | 1     |
| Чарлстон Бэттери (аренда)     | Итого            | Итого            | 6    | 1    | —        | —        | —     | —     | —         | —         | 6     | 1     |
| Атланта Юнайтед 2 (фарм-клуб) | USL              | 2018             | 14   | 1    | —        | —        | —     | —     | —         | —         | 14    | 1     |
| Атланта Юнайтед 2 (фарм-клуб) | Итого            | Итого            | 14   | 1    | —        | —        | —     | —     | —         | —         | 14    | 1     |
| Цинциннати                    | MLS              | 2024             | 14   | 1    | —        | —        | —     | —     | 3         | 0         | 17    | 1     |
| Цинциннати                    | Итого            | Итого            | 14   | 1    | —        | —        | —     | —     | 3         | 0         | 17    | 1     |
| Всего за карьеру              | Всего за карьеру | Всего за карьеру | 157  | 6    | 6        | 0        | 9     | 1     | 15        | 0         | 187   | 7     |

### Международная статистика
| Команда | Год   | Игры | Голы |
| ------- | ----- | ---- | ---- |
| США     |       |      |      |
| 2019    | 2     | 0    |      |
| 2021    | 14    | 3    |      |
| 2022    | 5     | 0    |      |
| 2023    | 7     | 0    |      |
| 2024    | 2     | 0    |      |
| Всего   | Всего | 30   | 3    |

## Достижения
Командные
«Атланта Юнайтед»
- Чемпион MLS (обладатель Кубка MLS): 2018
- Обладатель Открытого кубка США: 2019
- Обладатель Campeones Cup: 2019

сборная США
- Обладатель Золотого кубка КОНКАКАФ: 2021
- Победитель Лиги наций КОНКАКАФ: 2022/23, 2023/24

Индивидуальные
- Член символической сборной MLS: 2019, 2021
- Член символической сборной Золотого кубка КОНКАКАФ: 2021
- Участник Матча всех звёзд MLS: 2021